# 北川宣浩
北川 宣浩（きたがわ のぶひろ、1954年8月6日 - ）は、株式会社THiNK代表取締役。『史上最大!第2回アメリカ横断ウルトラクイズ』（1978年）（日本テレビ）優勝者。その他にも数多くのクイズ番組で優勝・パーフェクト達成などを飾り、いわゆる「クイズ王」のはしり的な存在となった。また鉄道研究家でもあり、作家の種村直樹の著作「鈍行列車の旅」にイラストを寄せている。

## 人物
東京都立大学工学部建築工学科卒業。広告会社のマーケティングディレクターを経て、2013年3月に株式会社THiNKを設立。
2008年には『ありえへん∞世界』（テレビ東京）企画内でセガのアーケードゲーム『ネットワーク対戦クイズ Answer×Answer』の全国総合ランキング1位(当時)と同ゲーム機で対戦した。なお北川は自身のウェブサイト内で、同ゲーム機はかつてのパソコン通信で目指していたものが実現し、テレビ番組を介さないでクイズを楽しめるすぐれたアミューズメントマシーンと評した。

## 主な出場番組
- 『アメリカ横断ウルトラクイズ』（日本テレビ）※第2回大会優勝
- 『パネルクイズ アタック25』（朝日放送）※優勝
- 『クイズグランプリ』（フジテレビ）※優勝
- 『クイズタイムショック』（テレビ朝日）※1977年、5週連続勝ち抜きと12問パーフェクト正解の両方で100万円獲得[2]
- 『アップダウンクイズ』（毎日放送）※お出とお戻りを繰り返した末、10問正解ハワイ旅行獲得
- 『クイズMr.ロンリー』（毎日放送）
- 『クイズ赤恥青恥』（テレビ東京）
- 『ありえへん∞世界』（テレビ東京）※企画のひとつとして[3]

## 主な著書
- 「TVクイズ大研究」（朝日ソノラマ）
- 「TVクイズまる金必勝マニュアル」（サンケイ出版）（ISBN 4383024041）
- 「アメリカ横断ウルトラクイズ クイズ王の本」（日本テレビ、共著）（ISBN 4820387391）